# Itof et la ville souterraine
Albums de Patof
Bienvenue dans ma bottine
(1974) Polpon – Opération bonbon
(1974)
Singles
1. Le roi des espions / Je suis bon malgré tout
Sortie : 1974

Itof et la ville souterraine est un album de contes et de chansons d'Itof, commercialisé en 1974.
Il s'agit du tout premier album du général Itof et le dixième de la série Patof, il porte le numéro de catalogue PA 39306 (C 1047/8).
Itof est un personnage de la série télévisée québécoise pour enfants Patofville, il est personnifié par Roger Giguère.

## Encart publicitaire
Un encart publicitaire intitulé « Chantez avec Itof! » et faisant la promotion de la bd Patof en Chine est inséré dans la pochette.

## Titres
| 1. | Le roi des espions                        | Gilbert Chénier, Daniel Valois | 2:45  |
| 2. | Itof et la ville souterraine (1re partie) | Serge Badeaux                  | 14:09 |

| 3. | Itof et la ville souterraine (2e partie) | Serge Badeaux                  | 17:48 |
| 4. | Je suis bon malgré tout                  | Gilbert Chénier, Daniel Valois | 3:25  |

## Crédits
- Arr. Orch. : Denis Lepage
- Production : Yves Martin
- Promotion : Jean-Pierre Lecours
- Ingénieur : Pete Tessier
- Studio de son Québec
- Photo : Gilles Brousseau